# Fjällbjörksveckmal
Fjällbjörksveckmal (Parornix loganella) är en fjärilsart som först beskrevs av Henry Tibbats Stainton 1848.  Fjällbjörksveckmal ingår i släktet Parornix och familjen styltmalar.
Artens utbredningsområde är:
- Estland.
- Lettland.
- Slovakien.
- Danmark.
- Finland.
- Irland.
- Norge.
- Sverige.

Arten är reproducerande i Sverige. Inga underarter finns listade i Catalogue of Life.

## Bildgalleri

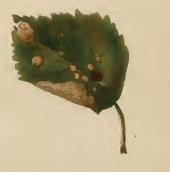
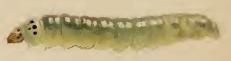